# Murder on the Dancefloor
Murder on the Dancefloor – utwór muzyczny brytyjskiej piosenkarki Sophie Ellis-Bextor, wydany w 2001 jako singiel z albumu pt. Read My Lips. Piosenkę napisali Ellis-Bextor i Gregg Alexander.
Teledysk do piosenki wyreżyserowała Sophie Muller.
Na początku 2024 piosenka cieszyła się wznowioną popularnością dzięki wykorzystaniu jej w ścieżce dźwiękowej do filmu Saltburn.

## Lista ścieżek
- Singel CD[2]

1. „Murder on the Dancefloor” – 3:53
2. „Never Let Me Down” – 3:45
3. „Murder on the Dancefloor” (Parky & Birchy Remix) – 7:24

„Murder on the Dancefloor” (teledysk)
- Maxi singel CD[3]

1. „Murder on the Dancefloor” (Radio Edit) – 3:37
2. „Murder on the Dancefloor” (Extended Album Version) – 5:32
3. „Murder on the Dancefloor” (Jewels & Stone Mix Edit) – 4:50
4. „Murder on the Dancefloor” (G-Club Vocal Mix Edit) – 5:10
5. „Murder on the Dancefloor” (Phunk Investigation Vocal Edit) – 5:07
6. „Murder on the Dancefloor” (Parky & Birchy Remix) – 7:22
7. „Murder on the Dancefloor” (Twin Murder Club Mix) – 7:11

- Kaseta[4]

A. „Murder on the Dancefloor” – 3:53
B. „Murder on the Dancefloor” (Jewels & Stone Mix) – 5:39

## Notowania
| Kraj                               | Najwyższa pozycja |
| ---------------------------------- | ----------------- |
| Australia (ARIA Charts)            | 3                 |
| Austria (Ö3 Austria Top 40)        | 10                |
| Belgia (Ultratop Flandria)         | 18                |
| Belgia (Ultratop Walonia)          | 7                 |
| Dania                              | 3                 |
| Finlandia                          | 15                |
| Francja (SNEP)                     | 5                 |
| Holandia (MegaCharts)              | 7                 |
| Irlandia (IRMA)                    | 2                 |
| Niemcy                             | 11                |
| Norwegia (VG-lista)                | 2                 |
| Nowa Zelandia (RIANZ)              | 2                 |
| Polska                             | 1                 |
| Rumunia (Romanian Top 100)         | 26                |
| Szwajcaria                         | 7                 |
| Szwecja (Sverigetopplistan)        | 8                 |
| Wielka Brytania (UK Singles Chart) | 2                 |
| Włochy                             | 5                 |